# Carlos Franco Iribarnegaray
Carlos Franco Iribarnegaray (El Ferrol, La Corogne, 30 août 1912 - Madrid, 11 décembre 1982), est un militaire espagnol, qui a atteint le grade de lieutenant général et a été le dernier ministre de l'Air lors de la première partie  de la transition entre décembre 1975 et juillet 1977.
Entré à l'Académie militaire générale en 1929 et à l'Académie d'artillerie de Ségovie, il participe à la Guerre Civile Espagnole dans le camp nationaliste, atteignant le grade de capitaine d'artillerie. Une fois la guerre terminée, il rejoint l'armée de l'air et deviens commandant de la 37e Escadre, chef de la zone aérienne des îles Canaries et de la région aérienne III. Diplômé en Hautes Etudes Internationales, il s'est illustré comme professeur à l'Académie d'aviation de Léon, à l'Ecole Supérieure de l'Armée et à l'Ecole Supérieure de l'Air. Il a été directeur général de l'aviation civile et procurateur aux Cortes franquistes. En 1974, il est promu lieutenant général.